# Ernie Hudson (Fußballspieler)
Ernest „Ernie“ Hudson  (* 23. November 1926 in Carlisle; † 28. April 2017 ebenda) war ein englischer Fußballspieler. 

## Karriere
Der im englischen Carlisle geborene Hudson wuchs im schottischen Edinburgh auf und erlernte den Beruf eines Elektrikers. Im November 1948 kam er von Edinburgh Waverley zum schottischen Erstligisten FC East Fife, für den er zwischen 1949 und 1952 drei Ligapartien bestritt. 1952 zog er ins englische Oxford, begann eine Tätigkeit bei Southern Electricity Board und schloss sich dem in der Southern League spielenden Klub Headington United an. Der Verein hatte 1949 das Profitum eingeführt und Hudson spielte als Teilzeitprofi zumeist auf der Position des Außenläufers.
In seiner ersten Saison kam er nach seinem Debüt am 1. November 1952 gegen den FC Dartford, in weiteren 17 Ligapartien zum Einsatz, als der Klub um die Spieler Jack Ansell, Kapitän Frank Ramshaw, Bobby Craig und Harry Yates erstmals die Meisterschaft der Southern League gewann, nur dank des besseren Torquotienten gegenüber Seriensieger Merthyr Tydfil FC. In den beiden Finalpartien um den Southern League Cup gegen den FC Weymouth fand er hingegen keine Berücksichtigung, obwohl er beim Halbfinalerfolg gegen Guildford City noch zum Einsatz gekommen war.
Ein weiteres Highlight von Hudsons Karriere wurde der FA Cup 1953/54, in dem der Klub nach vier siegreichen Qualifikationsrunden und einem Erstrundenerfolg gegen Harwich & Parkeston in den nächsten beiden Runden jeweils im Wiederholungsspiel die Football-League-Mannschaften FC Millwall und Stockport County ausschaltete. Die Feierlichkeiten nach dem Drittrundensieg gegen Stockport verpasste er, nachdem er in der Schlussphase der Partie eine Gehirnerschütterung erlitten hatte, die Partie benommen zu Ende spielte, und direkt nach Schlusspfiff nach Hause gebracht wurde. Erst in der vierten Pokalrunde scheiterte das Team vor über 16.000 Zuschauern am heimischen Manor Ground mit 2:4 am Erstligisten Bolton Wanderers. Derweil hatte Hudson, der vor allem mit seiner Kopfball- und Zweikampfstärke herausstach, am 12. September 1953 in der Liga gegen Gloucester City sein einziges Pflichtspieltor für Headington erzielt. Die Titelverteidigung in der Liga verpasste man als Tabellenzweiter, am siegreichen Ligapokalfinale gegen Lovell’s Athletic war er erneut nicht beteiligt.
In den folgenden drei Spielzeiten kam Hudson weiterhin in etwa der Hälfte der Saisonspiele zum Einsatz, bevor er nach 117 Pflichtspielen (1 Tor) im Mai 1957 seine Laufbahn beendete. Hudson blieb den Großteil seines Lebens in Oxford wohnhaft, 2010 zog er zurück nach Carlisle. An Alzheimer erkrankt verstarb er im April 2017 in einem Pflegeheim.